# Carl Friedrich von Marcus
Carl Friedrich Marcus, auch Karl Friedrich Markus und ab 1834 Carl Friedrich Ritter von Marcus (* 2. September 1802 in Bamberg; † 23. August 1862 in Würzburg) war ein deutscher Arzt, Gerichtsarzt und Hochschullehrer für Innere Medizin, Pathologie und Psychiatrie sowie Geschichte der Medizin. Ab 1832 war er Lehrstuhlinhaber an der Universität Würzburg. Er schuf um 1855 die erste ständige psychiatrische Klinik Deutschlands.

## Leben
Carl Friedrich Marcus war das Adoptivkind des Bamberger Klinikarztes und fürstbischöflichen Leibarztes Adalbert Friedrich Marcus. Adoptiert wurde der möglicherweise uneheliche Sohn von Adalbert Friedrich Marcus kurz vor dessen Tod. Carl Friedrich Marcus lebte bereits zuvor in seines Vaters Haus, in dem unter anderem E.T.A. Hoffmann, Hegel, Friedrich Wilhelm Schelling, Jean Paul und Anselm Feuerbach verkehrten. Er bekam zunächst Privatunterricht zuhause und besuchte dann bis 1817 das Bamberger Gymnasium, bevor er 1817 an der Universität Würzburg Medizin studierte. Während seines Studiums wurde er 1818 Mitglied der (abgesehen von den daraus hervorgegangenen „humoristischen Bierstaaten“) bis 1819 bestehenden Alten Würzburger Burschenschaft Germania und trat als deren Sprecher auf. Im Jahr 1822 wurde er in Würzburg bei Johann Lukas Schönlein, der ihm bereits in der Gymnasialzeit Nachhilfeunterricht gegeben hatte und als dessen Assistent er von 1821 bis 1823 oder 1824 im Juliusspital später tätig war, mit der Dissertation De morbis columnae vertebralis zum Dr. med. promoviert. Seine Approbation erfolgte 1823 während eines etwa neuntägigen Urlaubs in Bamberg. Im Zuge der Karlsbader Beschlüsse waren 1819 die Burschenschaften verboten worden und Marcus trat dem radikalen Jünglingsbund bei, der 1823 verraten wurde. Als Mitglied der Allgemeinen Deutschen Burschenschaft wurde er 1824/1825 in eine strafrechtliche Untersuchung wegen Teilnahme an Hochverrat verwickelt, wobei er 13 Monate in Untersuchungshaft in München war. Die Untersuchung konnte den Verdacht allerdings nicht erhärten.
Marcus wurde nach seiner Freilassung 1825 in München Assistenzarzt am Allgemeinen Krankenhaus unter den Klinikleitern Ernst von Grossi und Johann Nepomuk von Ringseis. Im Jahr 1827 erhielt Marcus die Zulassung zur ärztlichen Praxis und wurde wenige Monate später Gerichtsarzt, zunächst in Leutershausen und ein Jahr später in Aichach. Seine 1829 in Augsburg gedruckte Schrift Einige Worte über Medizin als Wissenschaft und Kunst widmete er dem eine auf christlicher Dogmatik aufbauende Medizin vertretenden Johann Nepomuk von Ringseis.
Im Herbst 1832 wurde Marcus Ordinarius für Medizinische Klinik, Spezielle Pathologie und Therapie an der Würzburger Universität als Nachfolger des als Opfer der bayerischen Demagogenverfolgung von 1832 entlassenen Schönlein, dessen Lehre und Schule er als Direktor der Medizinischen Klinik weiterführte. Am 30. März 1833 erfolgte die Ernennung zum Ersten Oberarzt am Würzburger Juliusspital (verbunden mit der medizinischen und pädagogischen Betreuung der Medizinischen Klinik, der Klinik für Haut- und Geschlechtskrankheiten und der psychiatrischen Patienten, der Epileptiker und der kranken Pfründner und Hausangestellten des Juliusspitals) und 1836 die Ernennung zum ordentlichen Professor für das Nominalfach Geschichte der Medizin (zuvor als Vorlesung bereits von Thomas August Ruland, Johann Jakob Hergenröther und Michael Jäger angeboten), das er auf Grundlage von Kurt Sprengels medizingeschichtlichem Standardwerk neben Spezieller Pathologie und Therapie und praktisch ausgerichteter Medizinischer Klinik mit Patientenvorstellung unterrichtete. Ab 1833/1834 behandelte Marcus „Syphilitische Krankheiten nach Wendt“. Spätestens 1847 lehrte Carl Friedrich von Marcus auch die eben erst etablierten Verfahren der Auskultation und Perkussion. Er richtete in seiner Klinik ein „klinisch-chemisches Laboratorium“ ein. Zu Marcus’ Schülern am Juliusspital gehörten unter anderem der spätere Freiheitskämpfer Ernst Schmidt und Franz von Rinecker, unter dem  die von Marcus und Ignaz Döllinger entstandene erste Blüte der physiologisch-anatomischen Schule in Würzburg eine Wiederbelebung erfuhr. Ernst Haeckel lobte 1853 Marcus’ Vorträge über Geschichte der Medizin. 1838 und 1839 hatte Marcus das Amt des Rektors der Universität inne, 1843 lehnte er einen Ruf an die Universität Tübingen ab. Ab 1834 war er bereits an der psychiatrischen Klinik der Würzburger Universitätsklinik im Juliusspital tätig gewesen, von 1848 bis 1862 hatte er zu seinem vielseitigen Lehrumfang einen Lehrauftrag für Psychiatrie inne. Als Zweitem Spitalarzt war ihm 1855 bis 1863 die Psychiatrische Klinik unterstellt – danach Rinecker. Die Gründung einer ersten „stabilen Kinderklinik“ im Jahr 1850 durch Rinecker und damit der ersten Universitäts-Kinderklinik erfolgte während der Amtszeit von Marcus. Bereits im Juli 1841 hatte ein bayerisches Dekret die Errichtung einer „stabilen Kinderklinik“ angeordnet. Parallel dazu wurde ab Sommer 1847 eine Kinderstation („Separat-Anstalt für kranke Kinder“) mit 15 Betten betrieben, die von den Hofräten, Lehrstuhlinhabern und Oberärzten Marcus und Textor betreut wurde. 1833 gehörte er dem am 7. März 1838 aufgelösten Administrationsrat des Juliusspital und ab 10. Juli 1857 („ausnahmsweise“ wie 1859 auch sein Nachfolger Heinrich Bamberger) dessen Oberpflegeamt „mit collegialer Verfassung“ an. Um 1850 wurden in verschiedenen Zeitungen Missstände im Juliusspital beklagt, wobei teils polemische Angriffe gegen die Medizinprofessoren Koelliker, Cajetan von Textor und seinen Freund Marcus erfolgten. Daraufhin organisierten die Studenten einen Fackelzug für ihre Hochschullehrer. Die Studenten vermuteten, dass die Hetzkampagne gegen Marcus vor allem von dem Spitalverwalter und von 1840 bis 1856 tätigen Oberpfleger und Verwalter des Juliusspitals Franz Philipp Horn (1781–1856) ausging, der später Schulrektor und Ehrenbürger Würzburgs wurde. Zudem wurde Marcus vorgeworfen, seine Visiten immer zur Gottesdienstzeit abzuhalten. Etwa um die gleiche Zeit (zu Beginn des Jahres 1851) beschwerte sich der Spitalkaplan Konrad Schmerbach (später Pfarrer in Obertheres) über einen chirurgischen Assistenten, einen Krankenbesuch vor Ende des sonntäglichen Hochamtes durchgeführt zu haben. Zu Marcus’ Assistenten an der Medizinischen bzw. psychiatrischen Klinik gehörten unter anderem auch Carl Gegenbaur, Carl Gerhardt, Nicolaus Friedreich, Nikolaus Alois Geigel, Josef Lindwurm, der spätere Erlangener Extraordinarius der Medizin Anton Max Wintrich (1812–1882), Robert Ritter von Welz, Georg Rapp, Gustav Adolph von der Pfordten (1815–1840), Andreas Reuss (1817–1871, später Arzt in Werneck), Christoph Klinger (1825–1882), Adam Bernhard Mohr (1809–1848, ab 1842 außerordentlicher Professor für pathologische Anatomie) und Anton Biermer, zu seinen Freunden auch der Politiker Carl Edel.
Marcus war bereits als Kind durch ein Augenleiden behindert. Um 1849 hatte sich die Sehfähigkeit bereits erheblich und für andere deutlich wahrnehmbar verschlimmert. Einige Jahre vor seinem Tod erblindete sein linkes Auge. Die dann auch das rechte Auge betreffende sich verschlechternde Sehkraft von Marcus verringerte sich trotz einer Operation durch Albrecht von Graefe derart, dass er sich, beim König im Juni 1853 beantragt, 1854 als Ordinarius der Medizinischen Klinik emeritieren ließ. Er war jedoch auf seinen Wunsch weiterhin bis 1862 als Oberarzt und Zweiter Spitalarzt bzw. „Hausarzt“ für die ärztliche Betreuung der „Pfründner, Irren, Epileptiker und des Dienstpersonals“ am Juliusspital tätig und hielt darüber hinaus bis fast zwei Wochen vor seinem Tod Vorlesungen über Spezielle Pathologie und Therapie sowie Geschichte der Medizin und über Psychologie und Psychiatrie. Die Totenrede an seinem Grab hielt der Würzburger Priester, Oberbibliothekar und bayerische Landtagsabgeordnete Anton Ruland. Sein Nachfolger am Juliusspital wurde 1854 der in Prag geborene Heinrich von Bamberger, ein Assistent von Johann Oppolzer aus Wien.

## Ehrungen
Marcus, der erstmals heilbare von unheilbaren Geisteskranken trennte, Gründer der ersten ständigen psychiatrischen Klinik in Deutschland war und daher als einer der Väter der Psychiatrie in Deutschland gilt, wurde zum Hofrat ernannt. 1834 erhielt er den Verdienstorden der Bayerischen Krone. Mit der Ordensverleihung ging die Erhebung in den persönlichen Adelsstand einher. In der Würzburger Altstadt ist die Marcusstraße nach ihm benannt. Seine sterblichen Überreste wurden  im Grab von Johann Georg Heine beigesetzt. nach Carl Friedrich von Marcus ist die beim Juliusspital gelegene Marcusstraße in Würzburg benannt.

## Schriften (Auswahl)
- Dissertatio de morbis columnae vertebralis. Würzburg 1822.
- Einige Worte über Medicin als Wissenschaft und Kunst. 1829.
- Über die Entwicklung und den gegenwärtigen Standpunct der Medicin. Becker, Würzburg 1838.